# 靜岡都市圈
静岡都市圈（日语：／ Shizuoka toshi ken */?）是日本以靜岡縣靜岡市為中心的一個都市圈，根據2005年的人口普查資料顯示，静岡都市圈有1,010,000人。